# Joseph Schreyvogel
Joseph Schreyvogel (né le 27 mars 1768 à Vienne, mort le 28 juillet 1832 à Vienne) est un écrivain autrichien.

## Biographie
Après une brillante scolarité, il devient employé au journal Österreichischen Wochenschrift de Johann Baptist von Alxinger.
De 1794 à 1797, Schreyvogel habite à Iéna. Il travaille un temps pour le journal Thalia (de) où il fait la connaissance de Friedrich von Schiller, ainsi qu'au Der Teutsche Merkur (de) avec Christoph Martin Wieland.
En 1797, il revient à Vienne et vit en tant que rentier. En 1802, il succède à August von Kotzebue comme secrétaire du Burgtheater jusqu'en 1804. Il présente les œuvres de Franz Grillparzer, Eduard von Bauernfeld, Joseph Christian von Zedlitz. De 1807 à 1814, il écrit  des articles sous le pseudonyme de Thomas West ou Karl August West. Il dirige le Burgtheater de 1814 à 1832. Il s'appuie sur les acteurs : Sophie Schröder (de), Heinrich Anschütz, Karl Fichtner (de). Il prend sa retraite en 1832, Johann Rudolf Czernin von und zu Chudenitz (de) lui succède. Il meurt peu après.
Une rue du quartier Innere Stadt à Vienne porte son nom.

## Œuvres
- Das Leben ein Traum. 1820
- Donna Diana. 1819
- Don Gutierre. 1834